# Igor Janke
Igor Ziemowit Janke (ur. 27 października 1967 w Żaganiu) – polski dziennikarz, publicysta, autor książek. Twórca Niezależnego Forum Publicystów Salon24.pl, prezes think tanku Instytut Wolności (od 2012), autor podcastu Układ Otwarty (od 2021).

## Życiorys
Dzieciństwo i młodość spędził w Gostyniu. Ukończył Liceum Ogólnokształcące im. Ziemi Gostyńskiej w Gostyniu. Jest absolwentem Wydziału Wiedzy o Teatrze Akademii Teatralnej im. Aleksandra Zelwerowicza. Był wiceprzewodniczącym samorządu studentów w PWST, w 1988 założył tam koło Niezależnego Zrzeszenia Studentów i został jego przewodniczącym.
Karierę dziennikarską zaczynał w reaktywowanym w 1989 tygodniku „Po prostu”, gdzie zajmował się tematyką kulturalną i polityczną. W 1990 zaczął pracę w „Życiu Warszawy”, gdzie najpierw był reporterem politycznym, potem pisał reportaże z Polski i świata do dodatku „Życie Ekstra”, a następnie kierował działem kultury. Przez rok pracował w wydawnictwie Świat Książki. Potem współpracował z dziennikiem „Życie” i był szefem działu publicystyki miesięcznika „Architektura”. W latach 1997–1998 był zastępcą redaktora naczelnego „Ekspresu Wieczornego”. Później przez pięć lat był redaktorem naczelnym Polskiej Agencji Prasowej, a potem publicystą i szefem działu politycznego „Rzeczpospolitej”.

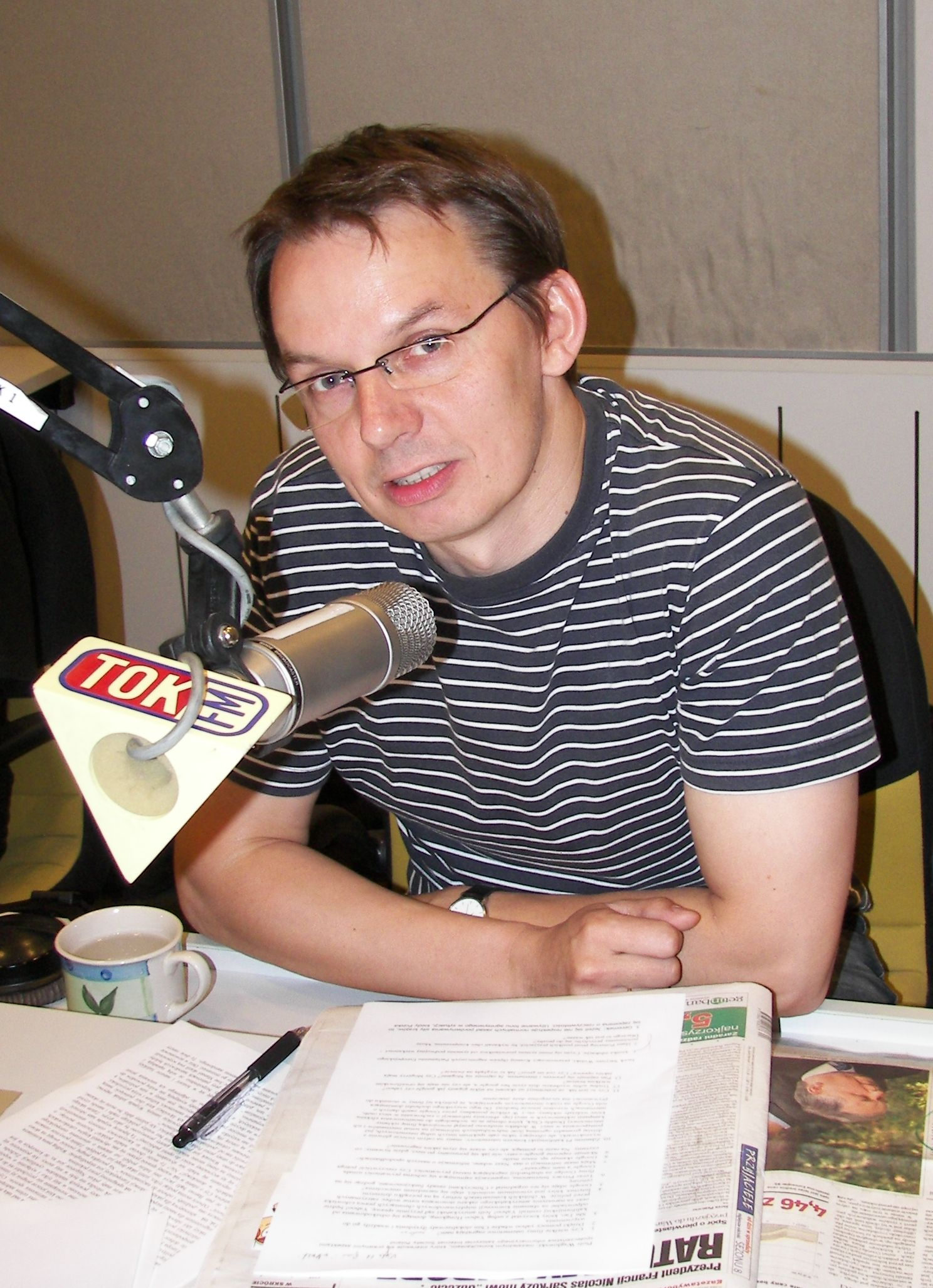
Igor Janke, czerwiec 2007

Od maja 2006 pracował w tygodniku „Wprost”, pod koniec 2006 wrócił do „Rzeczpospolitej”. Od połowy października 2006 razem z żoną Bogną Janke stworzył Niezależne Forum Publicystów Salon24.pl, gdzie prowadzi swój blog. Prowadził programy „Powiększenie” oraz „Kuchnię polityczną” (oba w TVP3). Odszedł z TVP 28 lutego 2007 po odwołaniu Bronisława Wildsteina z funkcji prezesa TVP.
Od marca 2007 do maja 2010 prowadził wtorkowe wydanie „Poranka radia Tok FM”, z którego został zwolniony 14 maja 2010 przez redaktor naczelną Ewę Wanat.
Od września 2008 do czerwca 2009 prowadził codzienny program „Wydarzenia dnia” w TV Puls. Był gospodarzem programu „Minęła dwudziesta” w TVP Info.

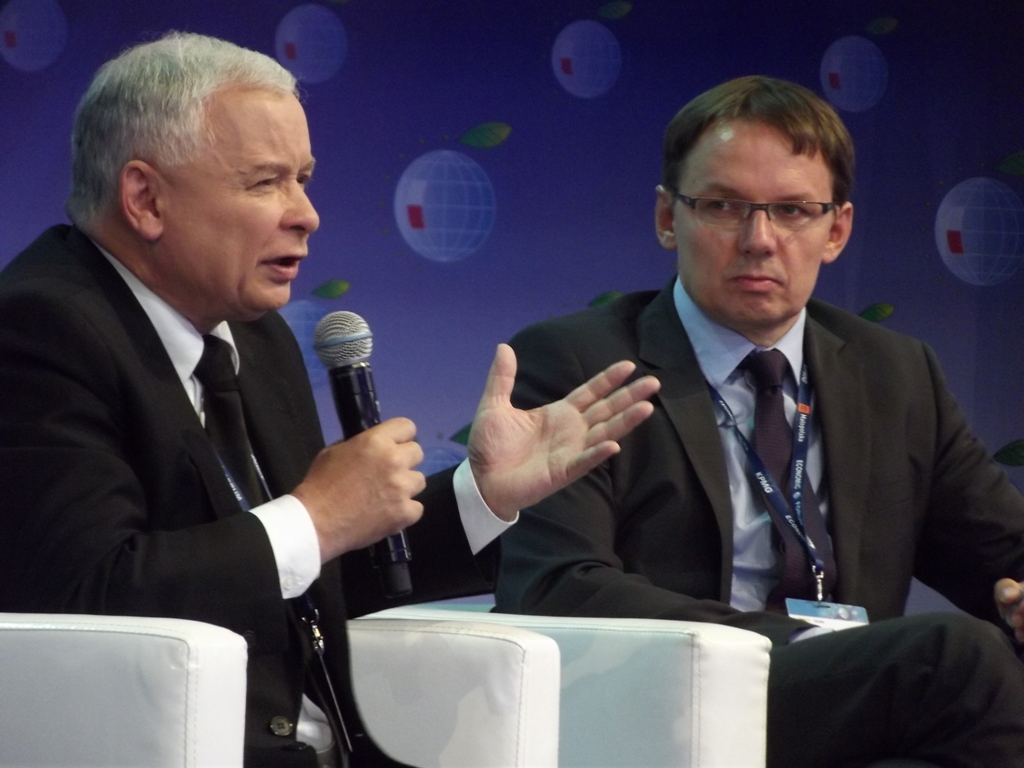
Jarosław Kaczyński i Igor Janke, 2013

Od 7 lutego 2011 do 28 listopada 2012 był także publicystą tygodnika „Uważam Rze”, z którego odszedł razem z większą częścią zespołu dziennikarskiego tego pisma w geście solidarności po odwołaniu redaktora naczelnego, Pawła Lisickiego. W 2012 z Janem Ołdakowskim i Dariuszem Gawinem założył think tank Instytut Wolności.
Z końcem września 2014 został felietonistą tygodnika „Do Rzeczy”. W latach 2013–2018 był partnerem i członkiem zarządu firmy doradczej Bridge. W latach 2018–2021 był partnerem w firmie doradczej R4S. Odszedł z firmy, gdy jego żona, Bogna Janke, została sekretarzem stanu w Kancelarii Prezydenta RP.
Od września 2021 tworzy autorski podcast Układ otwarty.

## Publikacje książkowe
Wydał książki PO-PiSowa kronika upadku (Red Horse, Lublin, 2009, ISBN 9788375730142) i Napastnik. Opowieść o Viktorze Orbánie (Warszawa: Demart, 2012, ISBN 9788374278126). Fragment jego artykułu pt. Nieznośna szybkość bloga, opublikowanego w listopadzie 2006 w „Rzeczpospolitej”, znalazł się na egzaminie maturalnym z języka polskiego (poziom podstawowy) w 2008.
W 2015 książka jego autorstwa pt. Twierdza. Solidarność Walcząca (Wielka Litera, Warszawa, 2014, ISBN 9788364142659) została nagrodzona w Konkursie „Książka Historyczna Roku”.

## Odznaczenia
W 2010 prezydent Lech Kaczyński odznaczył go Krzyżem Kawalerskim Orderu Odrodzenia Polski.